# Струмски земеделец
„Струмски земеделец“ е българско месечно земеделско списание, което излиза в Горна Джумая в 1921 година под редакцията на Антим Ингилизов. Печата се в печатниците „Гутенберг“ и „Ст. Николов“.

## История
| Годишнина | Броеве | Дата                        |
| --------- | ------ | --------------------------- |
| I         | 1 – 6  | януари 1921 – октомври 1921 |

Излиза по почин на директора на Подвижната земеделска катедра в Петрички окръг. Сътрудничат агрономи и ветеринарни лекари. Целта му е „подобрението на земеделието и неговите клонове в Петричкия окръг“.